# Lovely Cat's Eye
«Lovely Cat's Eye» (ラブリー♡キャッツアイ?) es el cuarto sencillo solista de la cantante japonesa Misono. Fue lanzado al mercado el día 1 de noviembre del año 2006 bajo el sello avex trax.

## Detalles
Este sencillo fue el último trabajo lanzado por misono en el año 2006. El tema del sencillo está orientado a la obra de teatro de 1908 El pájaro azul de Maurice Maeterlinck, no muy conocida en el mundo hispano-hablante (más conocida es la película El pájaro azul basada en esa obra de teatro). "Lovely Cat's Eye" fue utilizado en comerciales para el videojuego creado por Namco para la consola Nintendo DS llamado Tales of the Tempest. El sencillo debut de misono, "VS", es el tema principal de este videojuego. El lado b del sencillo, "TOMORROW", es un cover del una de las canciones más exitosas de Mayo Okamoto, que también fue su trabajo debut en 1995. La versión de misono fue utilizada en comerciales del producto "Cafe au Lait" (カフェオレ) de Glico Daily Products. 
El sencillo en su primera semana debutó en el puesto n.º 14 de las listas de Oricon con más de once mil copias y media vendidas. Finalmente vendió aproximadamente poco más de catorce mil copias y media. La recuperación que sufrió misono con este sencillo fue considerada positiva tras recuperarse de las bajas ventas de su sencillo anterior "Speedrive", y vendiendo un poco más que "Kojin Jujyō", siendo hasta el momento el segundo sencillo con mejores ventas de misono.

## Canciones

### CD
1. «Lovely Cat's Eye» (ラブリー♡キャッツアイ?)
2. «TOMORROW»
3. «Lovely Cat's Eye» (ラブリー♡キャッツアイ?) -Instrumental-
4. «TOMORROW» -Instrumental-

### DVD
1. «Lovely Cat's Eye» (ラブリー♡キャッツアイ?) -Videoclip-

- Datos: Q3004179